# 에스키셰히르주

에스키셰히르주의 위치

에스키셰히르주(튀르키예어: Eskişehir ili)는 튀르키예 북서부에 위치한 주로, 중앙아나톨리아 지역에 속한다. 주도는 에스키셰히르이며 면적은 13,652km2, 인구는 720,380명(2006년 기준), 자동차 번호는 26번, 시외전화 지역번호는 0222번이다. 북서쪽으로는 빌레지크주, 서쪽으로는 퀴타히아주, 남서쪽으로는 아피온카라히사르주, 남쪽으로는 코니아주, 동쪽으로는 앙카라주, 북쪽으로는 볼루주와 접하며 14개 군을 관할한다.
튀르키예에서 오랜 역사를 자랑하는 주이자 문화가 크게 발전한 주이며 대학과 연구 기관이 밀집해 있다. 해포석으로 유명한 주이기도 하다.

## 인구
| 연도    | 인구    | ±% p.a. |
| ------- | ------- | ------- |
| 1927    | 154,195 | —       |
| 1940    | 206,794 | +2.28%  |
| 1950    | 276,164 | +2.93%  |
| 1960    | 368,827 | +2.94%  |
| 1970    | 459,367 | +2.22%  |
| 1980    | 543,802 | +1.70%  |
| 1990    | 641,057 | +1.66%  |
| 2000    | 706,009 | +0.97%  |
| 2010    | 764,584 | +0.80%  |
| 2018    | 871,187 | +1.64%  |
| source: |         |         |